# Histoire de la Géorgie de 1992 à 1995
L'État de Géorgie (en géorgien : საქართველოს სახელმწიფო, Sak'art'velos sakhelmtsip'o) est l'entité politique qui dirige la Géorgie sous la forme une démocratie représentative de mars 1992 à octobre 1995. Établie lors de l'arrivée au pouvoir d'Edouard Chevardnadze, cette entité remplace l'éphémère Conseil militaire de Géorgie créé après le coup d'État contre Zviad Gamsakhourdia de janvier 1992 et est légitimé en octobre 1992 à la suite d'élections nationales confirmant Chevardnadze comme chef d'État.
Correspondant à une sombre période de l'histoire de la Géorgie, l'État apparaît dans un contexte d'instabilité politique et de conflit ethnique sanglant en Ossétie du Sud. Au fil de son histoire de quatre ans, les conflits intérieurs se succèdent, résultant en une défaite humiliante de la Géorgie face aux séparatistes d'Abkhazie en septembre 1993 et en une dévastation de la Géorgie occidentale après une courte guerre pour le pouvoir contre l'ancien président Zviad Gamsakhourdia.
Sous le mandat de l'État de Géorgie, la corruption se développe, la criminalité augmente, le pays souffre d'une profonde crise énergétique et l'état de l'économie est désastreux, la dette et l'inflation atteignant des taux records. Il faut attendre les derniers moments de l'entité pour qu'une monnaie nationale fasse son apparition. La lutte entre organisations mafieuses infiltrés dans le gouvernement est également un des problèmes de l'État et cela engendre un véritable conflit entre le chef de l'État et ses puissants ministres, tels que Tenguiz Kitovani, Djaba Iosseliani et Igor Guiorgadze. L'entrée en force de la Constitution en octobre 1995 met fin à l'État de Géorgie.

## Contexte
La Géorgie a déclaré son indépendance vis-à-vis de l'Union des républiques socialistes soviétiques le 9 avril 1991 sous le mandat de l'ancien dissident Zviad Gamsakhourdia, élu populairement comme premier président de la République le 26 mai suivant. Celui-ci ne parvient toutefois pas à satisfaire les besoins immédiats de la population géorgienne, telles que des réformes économiques, démocratiques et pro-indépendance, ce qui contribue en grande partie à la chute de sa popularité et à la formation d'une opposition de plus en plus puissante. Après une courte guerre civile au sein de la capitale Tbilissi entre les forces gouvernementales et les milices opposantes soutenus par des détachements soviétiques, le gouvernement de Zviad Gamsakhourdia quitte la Géorgie et entre en exil le 6 janvier 1992.
Un conseil militaire dirigé par les chefs du coup d'État, Tenguiz Kitovani et Djaba Iosseliani, est établi dans le pays. Toutefois, ce régime (remplaçant un gouvernement légitimement élu par le peuple) n'est pas reconnu par la communauté internationale et ne parvient pas non plus à restaurer l'ordre dans le pays. Le conseil militaire, surnommé « junte » par ses opposants, tente par ailleurs d'opérer à d'importants changements en restaurant l'ancienne constitution de la république démocratique de Géorgie en février 1992. Malgré ces précautions, aucun changement notable n'est aperçu et le gouvernement du conseil militaire décide de faire venir Edouard Chevardnadze depuis Moscou pour prendre en mains le destin du pays.

## Histoire

### Un chaos intérieur
Edouard Chevardnadze arrive par avion à Tbilissi le 7 mars 1992, jour dont il se souviendra plus tard comme le début de sa nouvelle carrière en tant que leader géorgien. Le 10 mars suivant, il parvient à abolir le conseil militaire en place et le transforme en un « conseil d'État » composés d'anciens opposants anti-Gamsakhourdia, d'éminents scientifiques et professeurs et de représentants des minorités ethniques. Chevardnadze prend la tête de l'entité, laissant à Tenguiz Kitovani la position de ministre de la Défense et chef de la Garde nationale et Djaba Iosseliani restant influent auprès du gouvernement, tandis que Tenguiz Sigoua conserve sa place de Premier ministre.
La situation reste néanmoins tendue à travers le pays. L'arrivée de Chevardnadze au pouvoir rassure certaines personnes grâce à sa réputation d'architecte de la perestroïka durant la période soviétique, mais les partisans de Zviad Gamsakhourdia restent nombreux. Le conseil d'État publie alors un manifeste appelant à la population à un accord national et une réconciliation, mais continue toutefois à persécuter juridiquement les partisans de Gamsakhourdia. Des négociations sont entamées, mais le manque de confiance entre l'ancienne et la nouvelle génération se révèle trop importante pour que les discussions continuent et celles-ci sont à leur tour achevées. L'un des principaux incidents de cette période se déroule à Tbilissi le 24 juin 1992 quand un groupe armé de « zviadistes » prennent éphémèrement contrôle de la tour de télévision et de radio national et fait appel à la population à se révolter contre la « junte militaire » ; les troupes gouvernementales parviennent à reprendre le dessus sur la milice et les protestataires sont mis en prison.
Parallèlement, d'autres confrontations plus sanglantes se déroulent à travers le pays, et notamment en Géorgie occidentale (Mingrélie, Abkhazie), où Zviad Gamsakhourdia reste toujours fort populaire. Un Jour de Réconciliation national est célébré à Koutaïssi dans le but d'achever les confrontations intestines, mais celui-ci ne résulte pas en un changement important de la situation. Les dernières tentatives de négociations commencées par le président de la république autonome d'Adjarie Aslan Abachidze se révèlent également inutiles.
L'administration d'Edouard Chevardnadze, voyant qu'il est nécessaire de légitimer le gouvernement, décide d'organiser des élections nationales. Le 11 octobre 1992, 74,34 % de la population, y compris la majorité des habitants d'Abkhazie et d'Ossétie du Sud, prend part au scrutin pour élire les députés au futur parlement et remplacer le Conseil d'État. Le bloc électoral « Paix » remporte les élections en recueillant 29 sièges sur 47, contre 18 pour le bloc « 11 octobre ». Le peuple vote aussi pour choisir le président du Parlement et 95,9 % votent pour l'unique candidat en liste, Edouard Chevardnadze. Lors de la première séance du nouvel organe législatif, Chevardnadze reçoit le titre de chef d'État et est donc confirmé comme dirigeant du pays. Vakhtang Gogadze est nommé président du Parlement et Tenguiz Sigoua est confirmé dans sa fonction de premier ministre.

### D'un conflit ethnique à un autre
Outre ces problèmes intérieurs, la Géorgie laissée à Edouard Chevardnadze doit également faire face à un majeur conflit ethnique contre les sécessionnistes de la région de Tskhinvali, réclamant la formation d'une Ossétie du Sud indépendante. Cette confrontation résulte en grande partie à l'attaque géorgienne contre les séparatistes en janvier 1991 sous la présidence de Zviad Gamsakhourdia. Une guerre menant à la mort de plusieurs centaines de personnes se déroule aux environs de Tskhinvali et pas même le coup d'État de Tbilissi de 1992 ne change la situation. Premièrement, Chevardnadze ne voit pas d'objections à continuer le conflit militaire dans le but de reprendre contrôle sur la région sécessionniste et ordonne la continuation des combats, notamment après le départ de Tskhinvali des troupes du ministère russe de l'Intérieur le 24 avril 1992.
Au mois de juin, après de vaines tentatives de négociations, les troupes géorgiennes font une nouvelle offensive sur Tskhinvali, la capitale des indépendantistes. Celle-ci se révèle être l'une des plus sanglantes attaques géorgiennes contre les Ossètes ; en effet, près de 80 % des habitations de la ville sont touchés par la bataille et les Géorgiens sont contraints de quitter la ville. Edouard Chevardnadze comprend alors que ses chances de reprendre la région par la guerre sont minces et accepte une médiation russe. Le 24 juin, il signe à Sotchi un accord de paix garantissant un cessez-le-feu permanent avec les séparatistes sud-ossètes. Une zone de conflit est définie avec pour centre Tskhinvali, tandis que la région correspondant à l'ancien oblast autonome d'Ossétie du Sud est divisé en régions contrôlés par les Ossètes et territoires restant sous contrôle de Tbilissi. Enfin, une mission de maintien de la Paix de la Communauté des États indépendants sous direction russe et composées de membres nord-ossètes, russes et géorgiens est établie, tandis que l'Organisation pour la sécurité et la coopération en Europe se porte garant de la paix régionale.
Toutefois, alors que le conflit en Ossétie du Sud s'achève, une autre confrontation ethnique se prépare dans une autre région de la Géorgie, l'Abkhazie. Celle-ci est déjà le théâtre de tensions interethniques entre Géorgiens et Abkhazes depuis les années 1980 et une première déclaration (inconstitutionnelle) de souveraineté de la république autonome est adoptée par les dirigeants locaux en août 1990. Les tensions se renouvellent partiellement sous la présidence de Zviad Gamsakhourdia, sans pour autant virer au conflit militaire, probablement en raison des compromis engagés par Tbilissi et de la popularité de Gamsakhourdia en Abkhazie. Mais le coup d'État de janvier 1992 change la situation et l'échec des nouvelles autorités géorgiennes à définir précisément l'autonomie accordée aux Abkhazes entraîne l'organe législatif local à restaurer la constitution abkhaze de 1925 faisant des relations abkhazo-géorgiennes une union confédérale.
Au même moment, les séparatistes abkhazes commencent à s'armer à partir de certaines forces venant de Russie. Ils attaquent les lignes de chemin de fer, détruisent des ponts et se « préparent pour l'indépendance » par la force. Le chef des sécessionnistes, Vladislav Ardzinba, s'allie avec certains groupes nord-caucasiens, telle que la Confédération des Peuples des Montagnes du Nord-Caucase, et reçoit même un soutien relatif de Zviad Gamsakhourdia. Ces tensions aboutissent en une déclaration d'état d'urgence sur les lignes de communication abkhazes par Tbilissi et les troupes géorgiennes pénètrent en Abkhazie le 14 août 1992. Sous le commandement de Tenguiz Kitovani, les troupes de la Garde nationales géorgienne prend Soukhoumi, la capitale abkhaze, le 19 août, et les combats s'étendent à travers toute la région.

Plan de la guerre civile géorgienne en 1993

Une centaine de morts est à déplorés dès la fin du mois d'août. Dans le but d'apaiser la situation et d'empêcher les rebelles nord-caucasiens de gagner des forces, la Russie voisine engage les deux partis à faire des négociations. Le 31 août, un premier cessez-le-feu est adopté et un second, le 5 septembre suivant. Mais l'aide militaire russe auprès des indépendantistes abkhazes devient de plus en plus crainte en Géorgie et bientôt, les combattants abkhazes brisent le cessez-le-feu et Edouard Chevardnadze accuse publiquement Moscou d'intervenir dans les affaires intérieures de la Géorgie. De tels incidents se multiplient durant les prochains mois et plusieurs cessez-le-feu seront brisés puis renouvelés, tandis que la communauté internationale échoue à s'engager diplomatiquement dans le règlement de la guerre.
Les troupes géorgiennes commencent bientôt à se heurter contre la force supérieure des séparatistes et des islamistes nord-caucasiens dirigés par Chamil Bassaïev. Les villes de Lesselidze et Gantiadi tombent bientôt aux mains des sécessionnistes, donnant aux Abkhazes une frontière directe avec la Russie. La ville côtière de Gagra échoue également aux mains des séparatistes en octobre 1992. Une guerre de tranchées se développe, notamment autour de Soukhoumi, jusqu'au 27 juillet 1993, quand un cessez-le-feu permanent est signé à Sotchi entre les Géorgiens, les Abkhazes et les Russes, d'après lequel les forces géorgiennes doivent évacuer leur équipement militaire de Soukhoumi. Toutefois, les Abkhazes, soutenus par les Nord-Caucasiens, brisent le cessez-le-feu et attaquent bientôt Soukhoumi, qui tombe le 27 septembre 1993, mettant fin à la guerre d'Abkhazie et infligeant une défaite militaire considérable à la Géorgie d'Édouard Chevardnadze.
Au total, le conflit militaire abkhaze résulte en la mort de 6 220 soldats (dont 4 000 Géorgiens) et entre 13 000 et 20 000 civils géorgiens, contre 1 820 Abkazes. Enfin, plus de 250 000 Géorgiens doivent se réfugier en Géorgie incontestée durant l'après-guerre, alors que les séparatistes opèrent à un nettoyage ethnique de la majorité géorgienne vivant dans la région. Seule la vallée de Kodori reste sous contrôle géorgien après le conflit et une tension importante se crée dans la région, principalement à la frontière abkhazo-géorgienne.

### Fin de la guerre civile
Outre les guerres en Ossétie du Sud et en Abkhazie, le gouvernement d'Edouard Chevardnadze doit se confronter à un autre ennemi en la personne de Zviad Gamsakhourdia, l'ancien président géorgien en exil entre l'Arménie, la Tchétchénie et la Géorgie occidentale. Ses partisans restent nombreux à travers le pays et notamment en Mingrélie et en Abkhazie. C'est d'ailleurs dans cette dernière région que les « zviadistes » prennent en otage le ministre de l'Intérieur en août 1992 menant la Garde nationale de Tbilissi d'intervenir dans la région militairement pour la première fois. Zviad Gamsakhourdia lutte à la fois pour renverser le régime de Chevardnadze, qu'il qualifie de junte militaire, et pour établir une « république de Mingrélie-Abkhazie » indépendante. C'est probablement dans ce dernier cadre qu'il apporte en premier lieu son soutien aux séparatistes abkhazes depuis son refuge en Tchétchénie.
Les forces militaires soutenant Zviad Gamsakhourdia parviennent très tôt à occuper des régions géorgiennes. Ainsi, au début de 1993, trois districts de Géorgie occidentale (Zougdidi, Tsalendjikha et Tchkhorotskou) sont sous les mains des guérillas zviadistes du général Loti Kobalia. Ce dernier parvient tout de même à s'accorder avec le gouvernement de Chevardnadze en mars 1993 et accepte de fournir des hommes à l'armée géorgienne pour combattre les sécessionnistes abkhazes. Cet accord ne reste  toutefois qu'éphémère car il est annulé le 29 mars à la suite de la pression des zviadistes sur le général Kobalia. Au fil des semaines, le soutien de Zviad Gamsakhourdia, qui est toujours exilé en Itchkérie, se développe à travers le pays et des protestations rassemblant plusieurs centaines de militants s'organisent même à Tbilissi où de tels manifestations sont pourtant bannies. Parallèlement, des peurs s'installent dans les cercles gouvernant la Géorgie après les désirs d'indépendance politique du ministre de la Défense Tenguiz Kitovani, qui entretient des contacts avec des généraux du KGB, des officiels du ministère russe de la Défense et même Kobalia, entraînant certains à craindre une conspiration de Kitovani contre Edouard Chevardnadze. Ces rumeurs sont toutefois dissipées après que les discussions entre Kitovani et Kobalia aboutissent en un nouvel accord entre Zougdidi et Tbilissi le 22 avril, résultant en un déploiement de troupes zviadistes en Abkhazie comme troupes de maintien de la Paix.
Le même mois d'avril se révèle également plus tendu entre les deux partis comme le montrent les nombreuses manifestations pro-Gamsakhourdia faites à Tbilissi et divisées violemment par les forces gouvernementales. La plus importante de ces protestations est celle du 9 avril, réunissant entre six et huit mille protestataires. Les actes terroristes se multiplient à travers la Géorgie, tandis que Loti Kobalia organise une parade militaire à Zougdidi et promet à ses fidèles la restauration du gouvernement de Zviad Gamsakhourdia pour la fête d'indépendance du 26 mai. Durant une courte période, les zviadistes bloquent les routes reliant la Géorgie occidentale à la Géorgie orientale à la suite de l'arrestation de deux activistes à Bakou pour terrorisme. Le 4 mai, une nouvelle vague de négociations est entreprise au Parlement après le déploiement de la police géorgienne en Mingrélie et le retrait des troupes zviadistes d'Abkhazie (Kobalia maintient toutefois sa position de médiateur dans le conflit et rencontre dans ce cadre le ministre séparatiste de la Défense Sultan Soslanaliev le 6 mai).
La situation change subitement en août 1993, après la signature d'un cessez-le-feu entre les Abkhazes et les Géorgiens, d'après lequel les troupes géorgiennes s'accordent à se retirer de Soukhoumi. En effet, plusieurs généraux se trouvent déshonorer par un tel accord, comme le commandant du front de Soukhoumi Gueno Adamia et le bataillon Samourzakano opérant dans le district de Gali, et rejoignent les forces zviadistes. Grâce à ces renforts, Loti Kobalia engage le combat et prend le 28 août les villes de Senaki, Khobi et Abacha, contrôlant ainsi presque toute la Mingrélie et isolant Poti, principale ville côtière du pays. À la suite de ces victoires, Gamsakhourdia proclame qu'un processus de restauration du « gouvernement légitime » est entamé et parvient à renforcer ses partisans en faisant échouer les tentatives de médiations de Aslan Abachidze.
Cette insurrection des guérillas zviadistes pose bien plus de problèmes à Tbilissi que prévu. Les forces gouvernementales n'ont pas la possibilité d'accéder aux régions adjacentes à l'Abkhazie et ne peut ainsi envoyer des troupes lors de la reprise des hostilités contre les séparatistes abkhazes vers la mi-septembre 1993, menant à la chute de Soukhoumi et à la défaite décisive géorgienne face aux indépendantistes abkhazes. Parallèlement, les fidèles de l'ancien président géorgien s'organisent politiquement et proclame la restauration du « gouvernement légitime » le 2 septembre, reformant un Conseil suprême similaire à celui dirigeant la Géorgie entre 1990 et 1992, à Zougdidi. Et, alors que l'ancien premier ministre Bessarion Gougouchvili reprend ses anciennes fonctions, Zviad Gamsakhourdia débarque à Senaki le 24 septembre. Peu avant cette date, les armées zviadistes ont déjà repris leur offensive et pris contrôle de la presque totalité de la Mingrélie historique et de la région de Gourie.
Poti tombe aux mains de Loti Kobalia le 2 octobre suivant. Cette prise stratégique permet aux forces anti-gouvernementales d'affaiblir considérablement l'économie géorgienne et de se renforcer en prenant contrôle des équipements militaires géorgiens mis en place dans la région après le cessez-le-feu abkhazo-géorgien du mois d'août. Au fil des jours, il devient évident que la principale cible des zviadistes est de prendre Koutaïssi, la seconde ville de Géorgie, et ceux-ci s'approchent de cette ville de plus en plus rapidement, prenant Khoni le 17 octobre et attaquant Tskhaltoubo le 18 octobre. La situation change pourtant dramatiquement quatre jours plus tard avec la réponse agressive du gouvernement d'Edouard Chevardnadze, qui parvient à récupérer Abasha le 22 octobre et Poti trois jours plus tard. Tbilissi fait également appel à l'aide de la Russie dans le conflit intérieur, ce à quoi Moscou consent à envoyer des forces en Géorgie occidentale en échange de l'intégration du pays à la Communauté des États indépendants. L'armée russe débarque dans la région le 28 octobre et les zviadistes se retrouvent avec seulement les districts de Zougdidi, Tsalendjikha et Tchkhorotskou comme bastion. La guerre civile coïncide tristement avec le nettoyage ethnique des Géorgiens en Abkhazie. Plusieurs milliers de réfugiés civils ne peuvent ainsi traverser la Mingrélie et sont contraints de passer par les régions montagneuses de Svanétie et plusieurs d'entre eux meurent de fatigue, faim et froid.
Zougdidi, la capitale des insurgés zviadistes, est prise sans combat par l'armée géorgienne le 6 novembre. Zviad Gamsakhourdia et ses partisans se réfugient dans le district de Gali, région contrôlée par les Abkhazes avec une population prédominante géorgienne, d'où ils conduisent une nouvelle série de guérilla sans la participation de Loti Kobalia, ce dernier étant réfugié en Russie. Gamsakhourdia continue de s'établir dans différentes régions de Géorgie occidentale, dont la Svanétie. Mais cela ne résulte en rien si ce n'est en une nouvelle dévastation de la Mingrélie et Zviad Gamsakhourdia meurt finalement le 31 décembre 1993, dans de mystérieuses circonstances.

### Vers le retour au calme
La mort de Zviad Gamsakhourdia apporte un calme soudain sur la scène politique géorgienne. La guerre civile est finalement achevée après trois ans de combats s'étendant de l'Ossétie du Sud à l'Abkhazie et la Mingrélie, et ce malgré le scepticisme initial de certains partisans de Gamsakhourdia sur sa mort et la défaite humiliante des forces géorgiennes face aux sécessionnistes ossètes et abkhazes. Le pays peut finalement se concentrer sur l'augmentation du pouvoir central et Edouard Chevardnadze décide de rester au pouvoir, alors qu'il a déjà tenté de démissionner sans succès en septembre 1993. L'état d'urgence demeure en Géorgie jusqu'au 24 février 1994, tandis que la première partie de cette nouvelle année voit la diminution du pouvoir du Mkhedrioni, l'influente milice de l'ancien président du Conseil de Sécurité nationale Djaba Iosseliani instaurant un régime de peur à travers la Géorgie. Plusieurs chefs de ce groupe se voient contraints de se réfugier à l'étranger pour éviter de possibles attentats sur leurs vies, tandis que d'autres sont assassinés après des signes évidents de division au sein de l'entité.

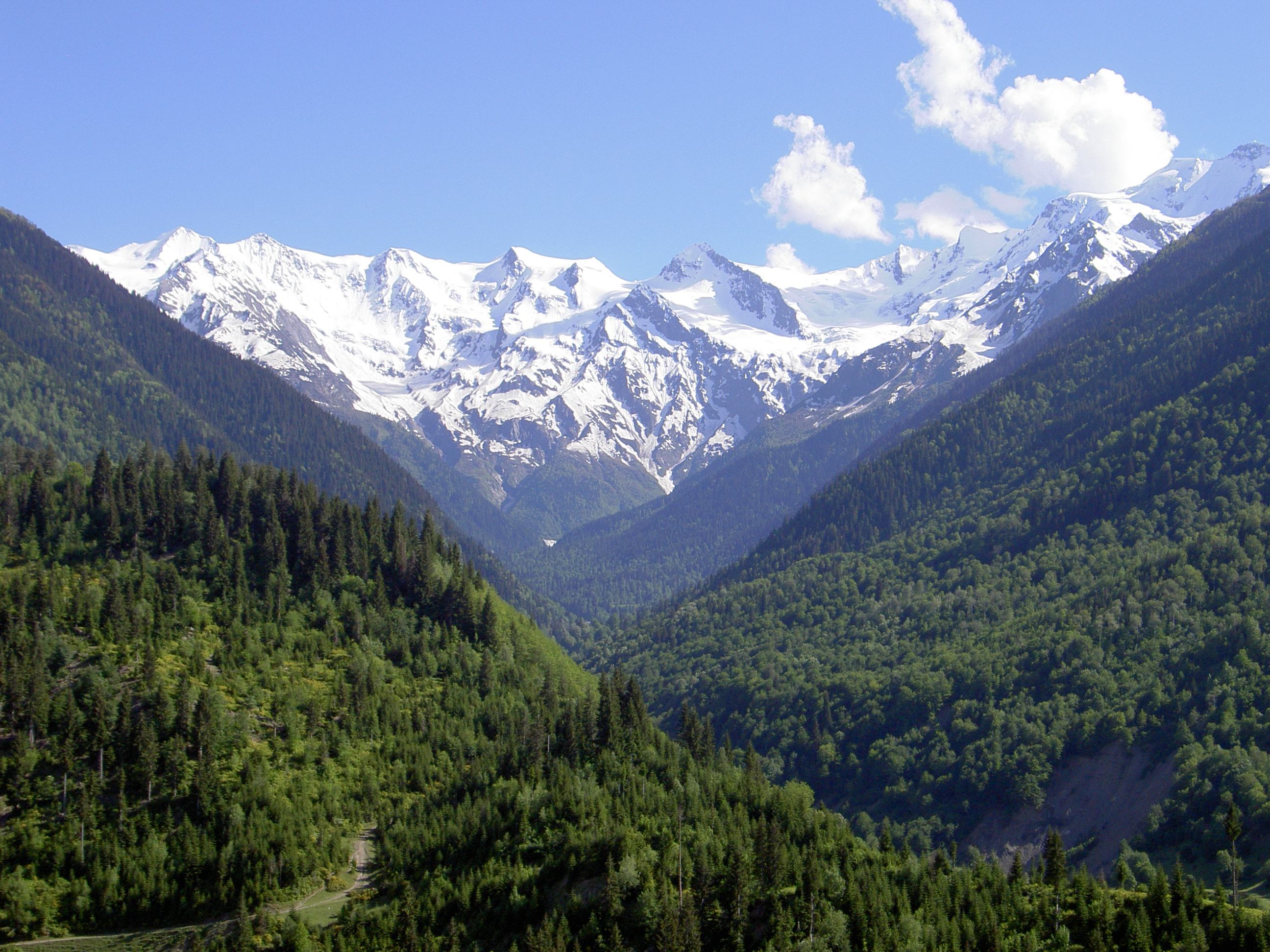
Les régions montagneuses de Svanétie restent hors du contrôle de Tbilissi

Toutefois, la fin du conflit intérieur fait confronter le gouvernement d'Edouard Chevardnadze avec une opposition politique grandissante. Celle-ci est composée notamment d'anciens membres de l'administration du chef d'État, tel que l'ancien Premier ministre Tenguiz Sigoua. Cette opposition grandit petit à petit et devient bientôt une force divisée avec des demandes allant des deux côtés du spectre politique géorgien. Ainsi, alors que certains critiquent vivement la politique économique de Chevardnadze, d'autres l'accusent de ne pas engager une politique assez proche avec la Russie ou l'Occident ; mais ceux réclamant la démission du chef d'État restent rares et ne reçoivent presque aucun soutien populaire. Les divisions au sein du gouvernement refont bientôt surface avec la démission du ministre de la Défense Guiorgui Karkarachvili, qui s'oppose à une alliance militaire avec la Russie poussée par d'autres personnalités proches d'Edouard Chevardnadze. Karkarachvili, qui quitte le gouvernement au mois de février, est également victime d'un attentat terroriste dont il survit, acte qualifié de terrorisme d'État par certains groupes d'opposition.
La corruption devient également un problème important de l'administration de Chevardnadze. En effet, l'intervention militaire en Mingrélie et la dévastation de la région par les milices pro-gouvernementales permettent à des groupes de crimes organisés de prendre contrôle des administrations locales en s'alliant avec les chefs de districts. Tbilissi se retrouve impuissante contre ce nouveau problème et certaines régions géorgiennes, principalement aux frontières de l'Abkhazie et de l'Ossétie du Sud, deviennent des bastions forts du trafic de drogue et de crimes impunis. Les seigneurs de guerre prennent possession de la Svanétie et de la vallée de Kodori (dernière province abkhaze restant sous contrôle géorgien), empêchant Tbilissi d'y assurer son pouvoir effectif. La police se retrouve sans moyens contre de telles forces et participe même occasionnellement à des alliances avec les mafias locales. L'Adjarie, république autonome dirigée d'une main de fer par le dictateur local Aslan Abachidze, reste également hors du contrôle de facto du gouvernement central et celui-ci en profite pour s'allier avec lesdits groupes criminels organisés, mais aussi avec certaines entités turques et même abkhazes. La main des anciens zviadistes est également visible derrière certains cas de trafic de drogue, comme le montrent l'arrestation de Valter Chourgaïa (chef d'une guérilla mingrélienne) et de Zaour Kobalia (dirigeant de l'administration pro-Gamsakhourdia de Zougdidi) et l'alliance présumée entre l'ancien général Loti Kobalia et certaines administrations locales.
Le taux des crimes commis à travers le pays se multiplie grandement après la fin de la guerre civile géorgienne. Ainsi, de 920 crimes recensés en janvier 1994, le chiffre augmente jusqu'à 1 826 deux mois plus tard. Or, ce taux de criminalité se présente comme un taux bien plus bas comparé aux années précédentes, ce qui mène l'administration à qualifier ces chiffres comme le début de la lutte du gouvernement contre le crime. Plusieurs organisations criminelles opérant dans le trafic de drogue, le racket organisé et le développement de business illégal sont arrêtés par la police géorgienne, mais la corruption grimpante fait de la Géorgie l'un des pays les plus corrompus de la communauté internationale, éloignant les investisseurs étrangers et participant à l'augmentation du déficit national. Ce dernier cause notamment une crise énergétique à travers la Géorgie et des coupures d'électricité et d'eau se produisent régulièrement même à Tbilissi.

Politiquement, Edouard Chevardnadze, malgré de vaines tentatives de réformes, échoue dans la consolidation de son pouvoir. En effet, même s'il parvient à vaincre toute opposition, sa fonction de chef d'État ne peut être considérée comme autre chose que chef de la capitale, les régions étant sous le contrôle d'autres forces politiques. Le pays lui-même est dirigé par certains militaires, tel que Djaba Iosseliani et sa Mkhedrioni refaisant surface, le ministre de la Défense Vardiko Nadibaïdze, et le président du Conseil de Sécurité Igor Guiorgadze. Ceux-ci sont parmi les principaux suspects de l'assassinat du populaire opposant Guia Tchantouria en décembre 1994, meurtre choquant une grande partie de la population géorgienne. Tenguiz Kitovani fait quant à lui une réapparition sur la scène politique géorgienne lorsqu'il rentre de sa résidence en Russie pour former une organisation politique critiquant la politique de Chevardnadze vis-à-vis de l'Abkhazie, le Front national pour la Libération de l'Abkhazie (FNLA). Le président parvient toutefois à trouver une occasion pour se débarrasser de ce personnage lorsque Kitovani, accompagné de quelque 700 fidèles, part en direction de l'Abkhazie pour y mener une guérilla : la police géorgienne intercepte Tenguiz Kitovani, qui est mis en prison pour huit ans. Une tentative de coup d'État aurait même été déjouée après qu'Edouard Chevardnadze survit à un attentat terroriste en août 1995, Igor Guiorgadze étant le principal suspect dans l'assaut.
L'administration comprend bientôt que le gouvernement de l'État de Géorgie se doit de changer. En effet, depuis novembre 1992, le pays est dépourvu de constitution et la principale loi de la Géorgie est le Décret sur le Pouvoir de l'État. Déjà en décembre 1993, Edouard Chevardnadze forme une commission parlementaire sur la rédaction d'une constitution, mais celle-ci se heurte à des conflits politiques au sein du Parlement et ne parvient pas à trouver une solution rapidement. Les débats au sujet d'une nouvelle constitution prennent un nouveau tour à partir du début de 1995 et, à l'aide du chef d'État, l'opposition parlementaire et la majorité trouvent un terrain d'entente. Finalement, la nouvelle Constitution de Géorgie est approuvée le 24 août 1995 et entre en force le 17 octobre. L'État de Géorgie est alors dissous et est remplacé par la Géorgie, dont le système politique demeure inchangé jusque aujourd'hui.

## Relations étrangères
Alors que la politique ultra-nationaliste de Zviad Gamsakhourdia mène à l'isolement international de la Géorgie, Edouard Chevardnadze, grâce à sa réputation en tant qu'ancien chef de la diplomatie soviétique, parvient à éliminer ce comble. En moins de six mois à la tête du pays, il réussit à établir des relations diplomatiques avec plus de 80 pays. La communauté européenne et les États-Unis d'Amérique reconnaissent la Géorgie dès mars 1992, et cette reconnaissance se poursuit jusqu'à ce que le pays entre à l'Organisation des Nations unies le 31 juillet 1992. Outre celle-ci, la Géorgie rejoint plusieurs autres importantes organisations internationales, tels que le Conseil pour la Coopération nord-atlantique en juin 1992, le Partenariat pour la Paix de l'OTAN en mars 1994 et l'Organisation pour la sécurité et la coopération en Europe le 21 janvier 1994. Edouard Chevardnadze est également à l'origine des premières négociations pour l'entrée de la Géorgie dans l'OTAN.
Toutefois, la politique étrangère de Tbilissi doit principalement se concentrer sur Moscou en raison de l'influence russe sur le Caucase. Plusieurs négociations russo-géorgiennes sont organisés dès 1992 et mènent notamment au début du travail sur le Traité sur l'Amitié et la Coopération en décembre 1992. D'après celui-ci, l'armée russe reste sur le territoire géorgien jusqu'en 1995, tandis que la défense des frontières turco-géorgiennes est laissé à des troupes russo-géorgiennes jusqu'en 1994. Mais le problème de l'intervention russe auprès des sécessionnistes abkhazes reste un sujet de tensions entre Tbilissi et Moscou et Chevardnadze affirme durant le conflit que l'armée russe obéit à certaines forces anti-démocratiques russes s'opposant au gouvernement de Boris Eltsine. Ce dernier, après affirmer son soutien à l'intégrité territoriale de la Géorgie, visite Tbilissi en février 1994, visite garantissant de bonnes relations entre les gouvernements de Chevardnadze et Eltsine. La Géorgie rejoint la Communauté des États indépendants en décembre 1993.
Edouard Chevardnadze tente également de se rapprocher de l'Occident pour développer l'économie géorgienne, mais aussi en quête d'alliés plus fiables que la Russie voisine. Très tôt, il établit des relations diplomatiques avec les États-Unis et échange des ambassadeurs avec Washington. Des traités de coopération sont signés avec plusieurs pays occidentaux, dont la France. Chevardnadze lance par ailleurs les bases des relations entre la Géorgie et la Chine, l'Iran, l'Azerbaïdjan, la Turquie, l'Arménie, le Kazakhstan et le Turkménistan. Le chef d'État déclare alors que l'établissement de relations proches avec de tels pays est le début du rétablissement du rôle historique de la Géorgie en tant que médiateur entre le nord et le sud, l'ouest et l'est, la mer Noire et le golfe Persique.

## Économie
L'économie de la Géorgie est dans un état de crise profonde depuis l'indépendance du pays, notamment en raison de l'instabilité politique régionale, l'absence de programme de réformes économiques et les relations tendues et parfois chaotiques entre Tbilissi et la Russie et les autres États post-soviétiques, dont dépend grandement l'économie géorgienne. Edouard Chevardnadze non seulement hérite d'une situation désastreuse dans ce domaine, mais ne prend pas d'étapes immédiates pour remédier à la situation, l'attention des politiciens géorgiens étant basés sur la guerre civile. Cette non-activité du gouvernement, auquel s'ajoute une corruption grimpante au sein de l'administration dirigeante, affaiblie les tentatives de diriger le pays vers le capitalisme et à la fin de 1992, seule la moitié des propriétés passent des mains de l'État à des entités privées (majoritairement dans le monde agricole).
Petit à petit, les petits business parviennent à s'établir en Géorgie, mais aucune compagnie importante ne réussit à se développer dans la région. Or, le déficit continue d'augmenter au fil du temps, principalement en raison du bas taux d'impôts et des hautes dépenses gouvernementales dans certains domaines, comme le militaire, mettant la Géorgie de plus en plus en dette auprès du FMI. Le taux de pauvreté augmente également, avec 89 % des familles vivant sous le seuil de pauvreté à la fin de 1992 (contre 75 % au début de la même année). Le chômage augmente également pour atteindre les 5 % en 1993 et 7,1 % en 1994. Dans le but de combattre l'inflation et le déficit, le gouvernement prend parfois de drastiques mesures, tel qu'obliger toute compagnie travaillant en Géorgie à donner 20 % de leur capital au gouvernement, mais celles-ci n'ont que rarement de marquantes conséquences. L'un des pires épisodes de la crise financière se déroule notamment en mars 1993, résultat de l'arrêt par la Russie de payer les salaires géorgiens.
La monnaie nationale pose également un problème aux autorités géorgiennes durant l'existence de l'État de Géorgie. En effet, lors du changement de gouvernement à Tbilissi, la Géorgie dépend toujours de la zone rouble, posant d'importants problèmes à la Russie, elle-même sujette à une crise financière importante. Bientôt, le pays sera grandement encouragé et peut-être même obligé de quitter la zone rouble par Moscou, ce qui mène le gouvernement à lancer l'utilisation du coupon en avril 1993. Cette monnaie provisoire, similaire à celle utilisée en Ukraine et en Lettonie, circule en Géorgie officiellement, le rouble restant la monnaie favorite des Géorgiens pendant encore longtemps, mais est victime d'une inflation grandissante de plus en plus vite. Ainsi, lancée à un coupon pour un rouble, ce taux se transforme en 120 coupons pour un rouble (soit 10 000 coupons pour un dollar) en janvier 1994, puis 800 000 coupons pour un dollar en juin 1994 et 1 300 000 coupons pour un dollar en janvier 1995. Les autorités géorgiennes décident alors de matérialiser leur plan de faire une monnaie géorgienne définitive, entraînant de vives débats dans les organes législatifs géorgiens. La classe politique se divise sur ce sujet entre ceux supportant l'entrée de la Géorgie dans la zone rouble (proposition soutenue par le président du Parlement Vakhtang Gogadze et possiblement par Edouard Chevardnadze lui-même) et ceux pour une monnaie nationale, le lari. Ce dernier est finalement approuvé et introduit sur le marché géorgien avec succès le 2 octobre 1995, avec un taux de un million de coupon pour un lari.